# Musculus ischiourethralis
Der Musculus ischiourethralis ist ein quergestreifter Muskel im Bereich des Beckenausgangs, der vom Nervus pudendus innerviert wird. Beim Menschen ist er nicht ausgebildet.
Der Musculus ischiourethralis entspringt am Sitzbeinausschnitt (Arcus ischiadicus) und heftet sich meist am Musculus urethralis an. Bei der Stute endet er an der Vagina. Beim Hund setzt er am Ligamentum transversum perinei an.
Besondere funktionelle Bedeutung hat der Muskel beim Rüden, denn er komprimiert bei der Erektion des Hundepenis die Vena dorsalis penis und unterbindet dadurch den Blutabfluss aus der Eichel. Dies resultiert in einer markanten Anschwellung der Eichel und zum „Hängen“ des Rüden während des Deckakts. Die Durchtrennung des Musculus ischiourethralis verhindert beim Rüden die Erektion. Beim Rattenbock führt die Durchtrennung dagegen zu keiner Einschränkung der Erektion und der Begattungsfähigkeit.
Klinisch ist der Muskel vor allem beim Kater von Bedeutung, da hier im Zusammenhang mit Harnsteinen relativ oft eine perineale Urethrotomie durchgeführt wird. Dabei wird der Muskel zusammen mit dem Musculus ischiocavernosus durchtrennt.